# Il dramma di Cristo
Il dramma di Cristo è un cortometraggio documentario del 1948 diretto da Luciano Emmer ed Enrico Gras.
Il documentario è incentrato sugli affreschi di Giotto a Padova.